# Gyzylarbat
Gyzylarbat (fino al 2022 Serdar e prima ancora Kyzyl-Arvat o Farāva) la città capoluogo dell'omonimo distretto situato nella provincia di Balkan, in Turkmenistan. Situata a nord-ovest della capitale Ashgabat sull'autostrada M37 per il Mar Caspio, la sua popolazione conta 50 000 persone, prevalentemente di etnia turkmena. La lingua principale parlata nella regione è il turkmeno. L'insediamento è ubicato a 205 metri sul livello del mare si sviluppa vicino all'estremità nord-occidentale della linea di oasi sul versante nord del Kopet Dag, la quale si estende a sud-est fino ad Ashgabat.